# Први батаљон војне полиције 1.КК
Први батаљон војне полиције 1.КК је била једна од јединица 1. Крајишког корпуса Војске Републике Српске. Батаљон је наследник 5. батаљона војне полиције Бањалучког корпуса ЈНА и 14. батаљона војне полиције из Љубљане, а формиран је 16. јуна 1992. у Бања Луци. Батаљон је био ангажован у обезбеђивању командних места команде корпуса, регулисању саобраћаја, обуци регрута, заштити важнијих објеката и противдиверзантским дејствима. Бригада је одликована Орденом Немањића и Медаљом Петра Мркоњића.
Током рата у БиХ батаљон се посебно истакао у операцији Коридор, када је успостављена копнена везе између западног и источног дела Републике Српске. У рату је погинуло 69 бораца, а рањено је више од 400.

## Организација
Батаљон је по формацији имао две чете војне полиције, противтерористички вод, саобраћајну чету, позадински вод, вод за службе, одељење везе и одељење специјалиста. Мада је по формацији батаљон требало да обавља полицијско-безбедносне послове, током рата је често био носилац војних борбених деловања.
Батаљон је био попуњен активним и резервним официрима, подофицирима и војним обавезницима.

## Ратни пут

### 1992.
Током маја месеца батаљон је обезбеђивао хидроелектрану Бочац и учествовао у борбама за град Кључ и ширу околину. У јуну и јулу месецу батаљон је у операцији Коридор ослободио Оџак. Батаљон је прве веће губитке имао приликом покушаја заузимања Горњих Колиба 18. августа и у борбама за Брод 25. августа. Међутим, батаљон је само четири дана потом, заједно са другим јединицама ВРС, заузео јако непријатељско упориште Костреш. После крађе паузе у гарнизону Бања Лука, батаљон је послат у околину места Градачац, где је и остао до краја 27. октобра када је један вод батаљона учествовао у операцији Врбас. Батаљон ће крај године дочекати у околини града Брчко.

### 1993.
Почетком јануара батаљон је допуњен са више од 200 војника. Наиме, 1. Крајишки корпус наредио је свим бригадама да пошаљу по једно одељење добровољаца у батаљон војне полиције. Овом наредбом батаљон је променио формацију и сада је имао шест чета војне полиције. До краја маја већи део батаљона је ангажован у нападима на Орашје, након чега је пребачен на Добојско ратиште. У јулу батаљон је пробио непријатељску линију код места Брка, у операцији Садејство. У септембру један део јединице учествује у протестима против власти Републике Српске у Бањој Луци.

### 1994.
Током јануара припадници батаљона учествују у неуспелом нападу на село Матузиће на добојском ратишту. Непуних месец дана потом батаљон заузима Катанову косу на истом ратишту. До јесени батаљон се борио на озренском ратишту, да би у септембру учествовао у операцији Бреза. Напад је почео 6. септембра, а батаљон је заједно са извиђачком четом 1. Крајишког корпуса нападао с полазних положаја Ћорковача–тт 414–Радац. 12. септембра непријатељ убацује диверзантску групу јачине 150-200 војника преко положаја Војске Републике Српске Крајине, која напада командно место Главног штаба и окружује део батаљона војне полиције. У пробоју је погинуло 14 припадника батаљона док су три заробљена.

### 1995.
У јануару батаљон добија нову формацију: уместо шест чета, основане су две као и једна наставна чета. Током последње године рата, батаљон је имао 475 војника, од тога 19 официра и 52 подофицира. Током марта и априла, један део батаљона је учествовао у борбама на планини Влашић, где је стабилизовао линију одбране 22. лаке пешадијске бригаде и заузео објекат Марковац. Током септембра батаљон је заједно са једном тенковском четом из 1. оклопне бригаде и једним батаљоном 43. моторизоване бригаде бранио линију Млиниште–Подрашница–Бараћи. 14. септембра батаљон је распоређен на превоју Штрбине где остаје до 19. септембра. Батаљон је крај рата дочекао у спречавању непријатељских напада на Нови Град и Бању Луку.

## Наоружање и техника
Војна полиција користила је пешадијско оружје: Застава М70, Застава М92, Застава М76, Застава М59/66, Застава М72, Застава М84, Застава М84 Шкорпион, Застава М57.
Минобацачи: М69 82 мм.
Оклопна возила: БОВ-ВП, МТ-ЛБ, БТР-50ПК.